# كرنفال كولونيا
مهرجان كولونيا هو مهرجان شعبي في منطقة الراين في ألمانيا، وهو أحد أكبر وأشهر الكرنفالات في العالم.  يطلق عليه باللهجة المحكية في كولن "Fastelovend" أو "Fasteleer" أيضًا.

## الإطار الزمني والتنظيم

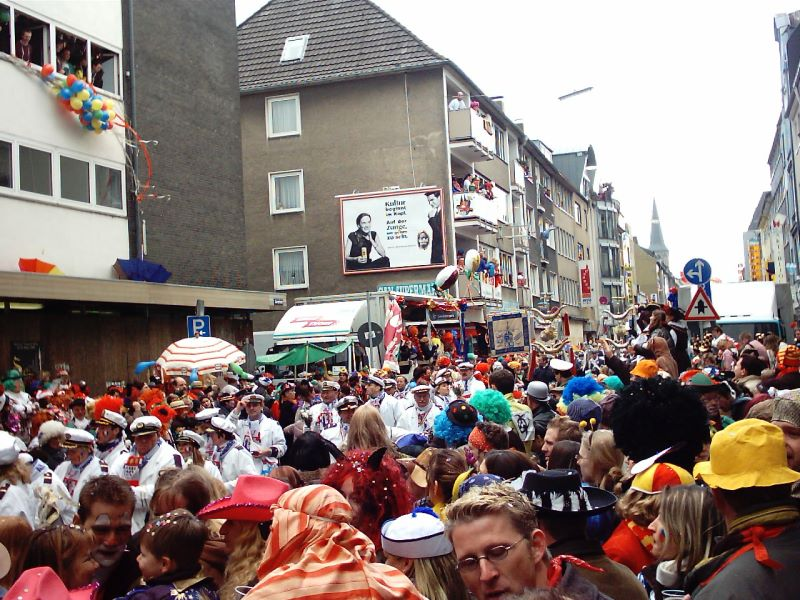
موكب اثنين الورود في كولن (2004)

يطلق على موسم الكرنفال لقب « الفصل الخامس في السنة» ويُفتتح الكرنفال رسميا في الحادي عشر من نوفمبر تشرين الثاني، عند الساعة الحادية عشرة والدقيقة الحادية عشرة صباحاً في السوق القديم "Alter Markt" أو "Heumarkt" وهو أحد ساحات مدينة كولن. يرافق الافتتاح عروض موسيقية للفرق الموسيقية الكرنفالية المحلية الأكثر شهرة أمام عدة آلاف من المشاهدين مع تقديم شخصيات الكرنفال الثلاثة الجديدة (أمير الكرنفال وفلاح كولن وعذراء كولن).
تزداد الأنشطة الكرنفالية بعد موسم عيد الميلاد لتبدأ في العام الجديد حفلات الكرنفال التي تضم الفقرات الكوميدية والراقصة والموسيقية
في يوم الخميس قبل أربعاء الرماد والذي يسمى بليلة صيام النساء، يتم في تمام الساعة 11:11 صباحًا في ساحة السوق القديم في مدينة كولونيا افتتاح كرنفال الشوارع. من هذه اللحظة يستمر احتفال «مجانين كولن Kölner Jecken» في الحانات وفي الشوارع حتى مساء يوم الثلاثاء التالي. وفي يوم الأحد يقام موكب المدارس والأحياء في كولن وو تشرّف فرق المشاة والعربات الأفضل والأجمل من أحياء كولن المختلفة ويسمح لها بالمشاركة في موكب «إثنين الورود» وهو الأكبر في مدينة كولن. بالإضافة إلى ذلك، ينظم العديد من أحياء المدينة "Veedel" عروضهم ومواكبهم الخاصة بين يومي الجمعة والثلاثاء. أهم ما يميز كرنفال كولونيا هو موكب اثنين الورود والذي يقام يوم الاثنين. في ليلة الثلاثاء وفجر الأربعاء يتم احتراق الـNubbel في أحياء كولن كرمز لنهاية الكرنفال، وهو دمية قش تمثل رمزياً الخطايا والذنوب المرتكبة أثناء الكرنفال. في يوم أربعاء الرماد تقام اجتماعات داخلية لفرق الكرنفال فقط، وعادة ما تقام فيه وجبة غذاء مشتركة تقدم فيها وجبة سمك.

## خصائص كرنفال كولونيا

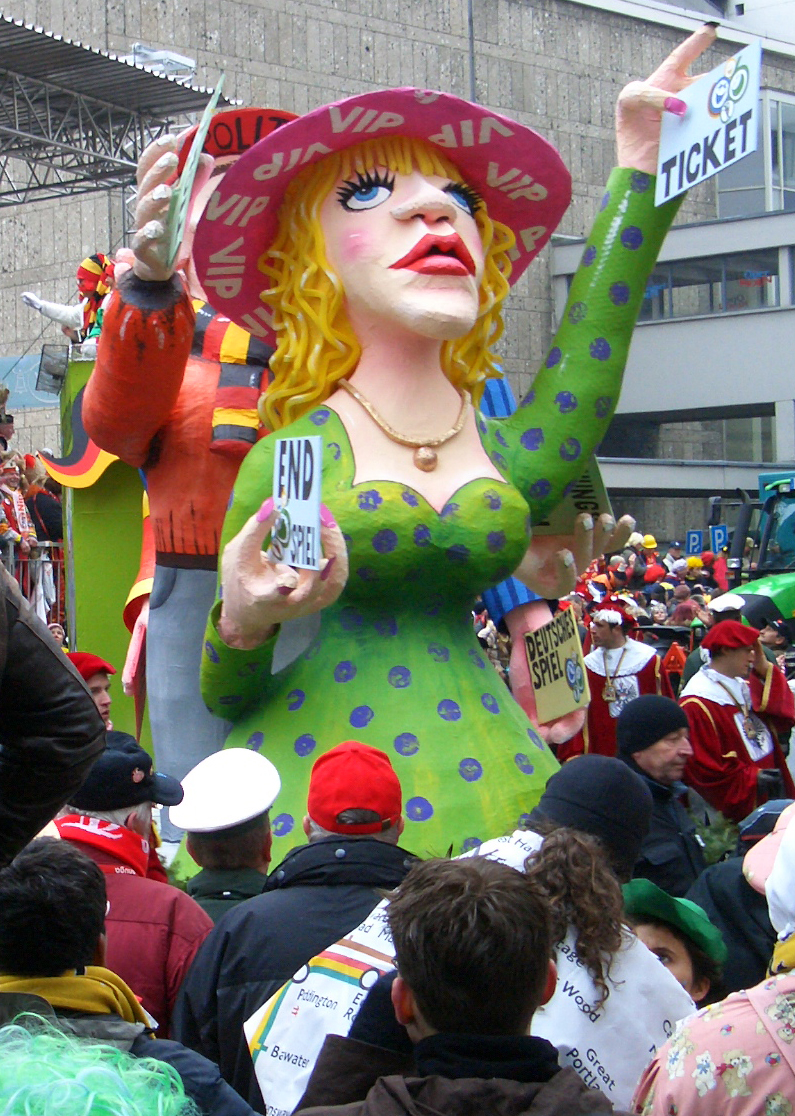
تمثال على عربة في موكب اثنين الورود (2006)

### البوسة Bützchen وصرخة Alaaf
الـBützchen أو البوسة الصغيرة، هي تقليد كرنفالي في كولن، حيث يتم طبع قبلة صغيرة بشفتين مشدودتين على الخد كتعبير عن الفرح أو كرمز للتقدير لرجال الشرطة وعمدة المدينة. أما بنسبة لصرخة أو نداء الكرنفال، فهو Kölle Alaaf، وتعني Kölle مدينة كولن بلهجة المدينة و Alaaf تعني أن مدينة كولن هي فوق كل شيء. وفي الأصل فأن Alaaf هو نخب يُقال أثناء الشرب.

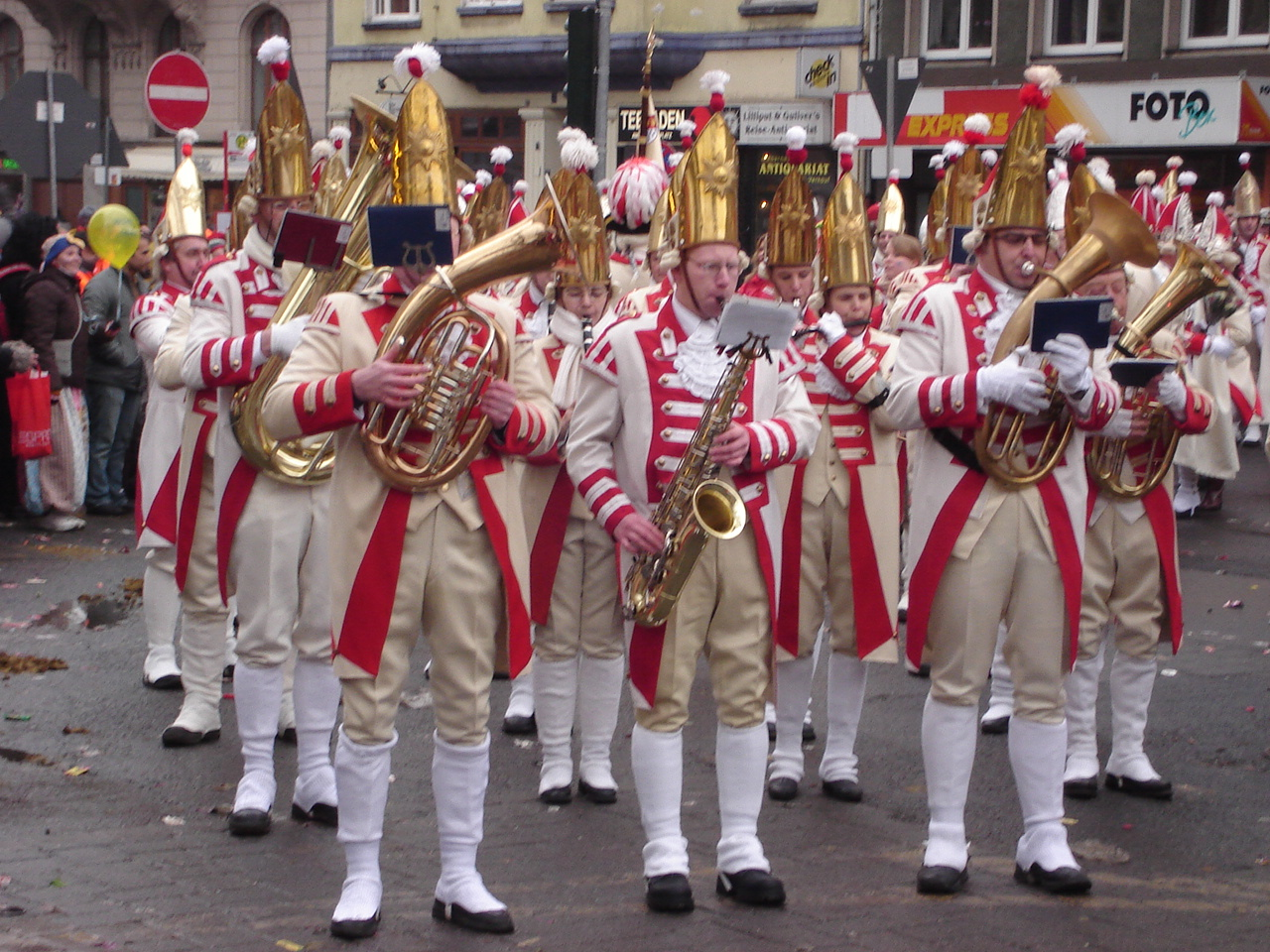
فرقة برينزن جارده الموسيقية (2006)

### أيام أسبوع الكرنفال المختلفة

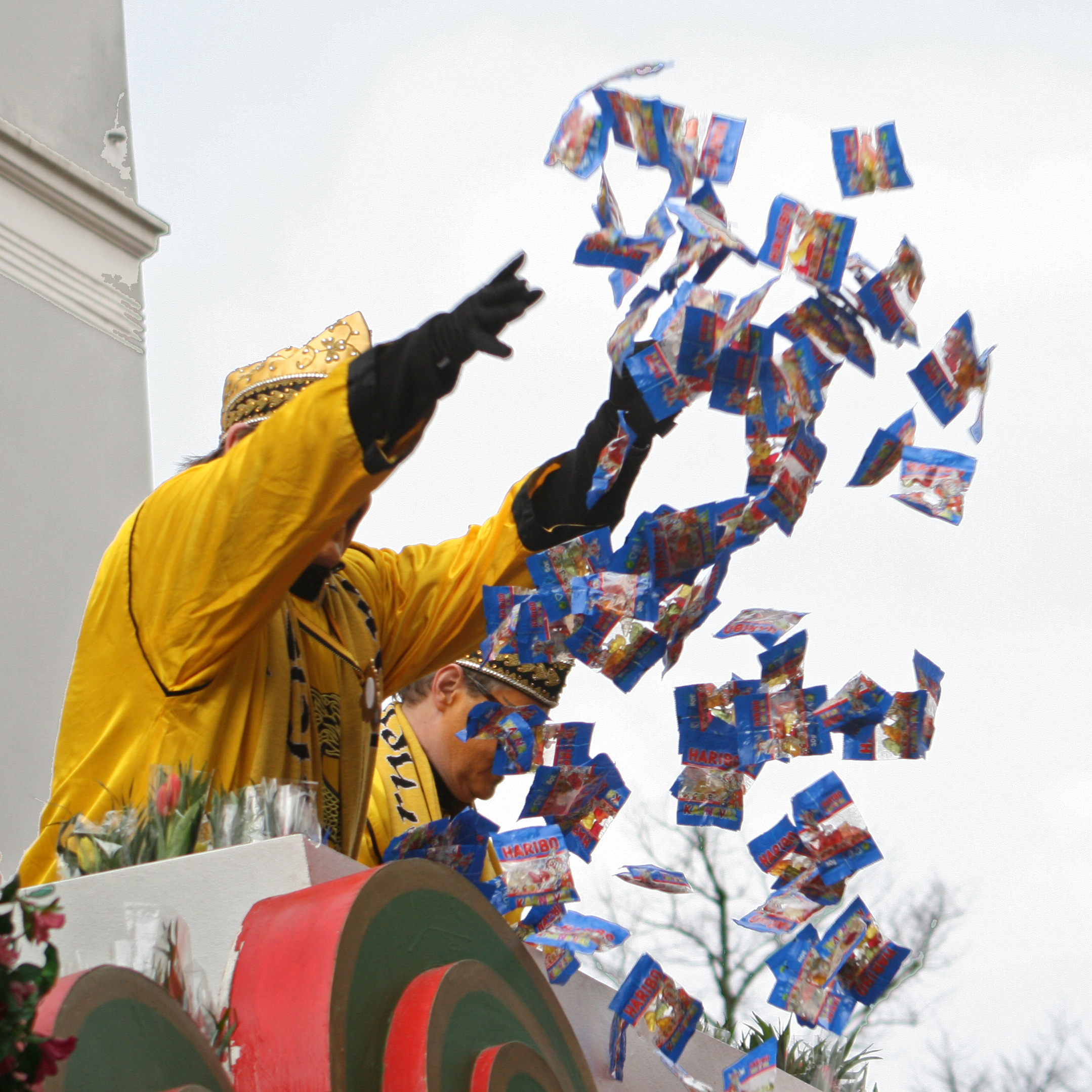
Kamelle! و هي الحلوى التي ترمى من الموكب للمحتفلين على جوانب الطريق

و على الرغم من أن موسم الكرنفال يبدأ فعلياً في الحادي عشر من الشهر الحادي عشر (نوفمبر تشرين الثاني)، فأن أسبوع الكرنفال من خميس «صوم النساء»Weiberfastnacht إلى ثلاثاء الكرنفال قبل أربعاء الرماد هو ذروة الموسم الكرنفالي وهذا الأسبوع يسمى أيضاً بفترة كرنفال الشوارع، والسبب في ذلك أن المحتفلين يتنكرون بأزياء تنكرية ويحتفلون في الشوارع ولأن العديد من العروض والحفلات تقام في شوارع المدينة

#### الخميس ليلة صوم النساء (Weiberfastnacht)
يبدأ كرنفال الشوارع رسمياً في الساعة 11:11 صباحًا. يقام الحدث الرئيسي بوجود رئيس بلدية كولونيا وشخصيات كولن الثلاثة عادة في السوق القديم "Alter Markt" في وسط كولونيا. في العديد من أحياء كولونيا تقام هناك احتفالات أخرى لافتتاح كرنفال الشوارع؛ أشهرها في كولن-نيبس (فيلهلمبلاتز) وكولن-إرينفيلد (أمام بلدية الحي المدينة) وفي جنوب مدينة كولونيا (أمام كنيسة سانت سيفرين في سيفيرنشتراسه).
العديد من الشركات تنظم حفلات الكرنفال على في هذا اليوم. في بعض الأحيان تظل الشركات والمؤسسات مغلقة أو تغلق في وقت مبكر؛ العديد من الأندية والأصدقاء والأفراد يجتمعون معاً للاحتفال. يتوافد الناس على البلدة القديمة وجنوب المدينة في الصباح الباكر؛ هناك يحتفل الـJecken حتى وقت متأخر من الليل. في هذا اليوم هناك عادة شعبية حيث تقص النساء ربطات العنق أو الكرفتات للرجال

#### اثنين الورود
يمثل اثنين الورود ذروة الكرنفال في كولن. تغلق العديد من المحال التجارية والشركات أبوابها وتمتلئ الطرقات بنحو مليون محتفل يملؤن جانبي طريق موكب اثنين الورود الكرنفالي، الذي يمتد من ساحة كلودفيغ إلى المدينة القديمة. تشارك النوادي الكثيرة في كولن في موكب اثنين الورود كفرق مشاة أو على عربات مزينة بحسب قضايا تاريخية وسياسية واجتماعية وفنية متنوعة. كما يشارك رجال السياسة والمشاهير والفرق الموسيقية المعروفة ولاعبو نادي فريق كولن لكرة القدم بعرباتهم الخاصة. يقوم أعضاء الموكب برمي الحلوى والشوكولا على المحتفلين على جوانب الطريق. تسمى الحلوى في كولن Kamelle ويصرخ المحتفلون بهذه الكلمة ليقوم أعضاء الموكب برمي الحلوى لهم. كما يقوم الموكب برمي وتوزيع باقات صغيرة من الورد Sträußchen على المحتفل وهو ما يتناسب مع الاسم «موكب اثنين الورود».

#### ثلاثاء الكرنفال
في اليوم الأخير من أسبوع الكرنفال، يحتفل الـJecken مرة أخرى في أحيائهم بمواكب الأحياء. تقام أكبر المسيرات الكرنفالية في أحياء كولونيا-مولهايم ونيبس وإهرينفيلد، حيث ينزل إلى الشارع ما يصل إلى 200000 شخص يرتدون ملابس ملونة والازياء التنكرية. حوالي منتصف الليل يتم احتراق النوبل، وهو دمية قش، في حفل طقوسي أمام العديد من حانات كولونيا. تمثل هذه الدمية رمزياً الذنوب والخطايا المرتكبة في الكرنفال والتي تحترق بحرق الدمية 

## الكرنفال كعامل اقتصادي

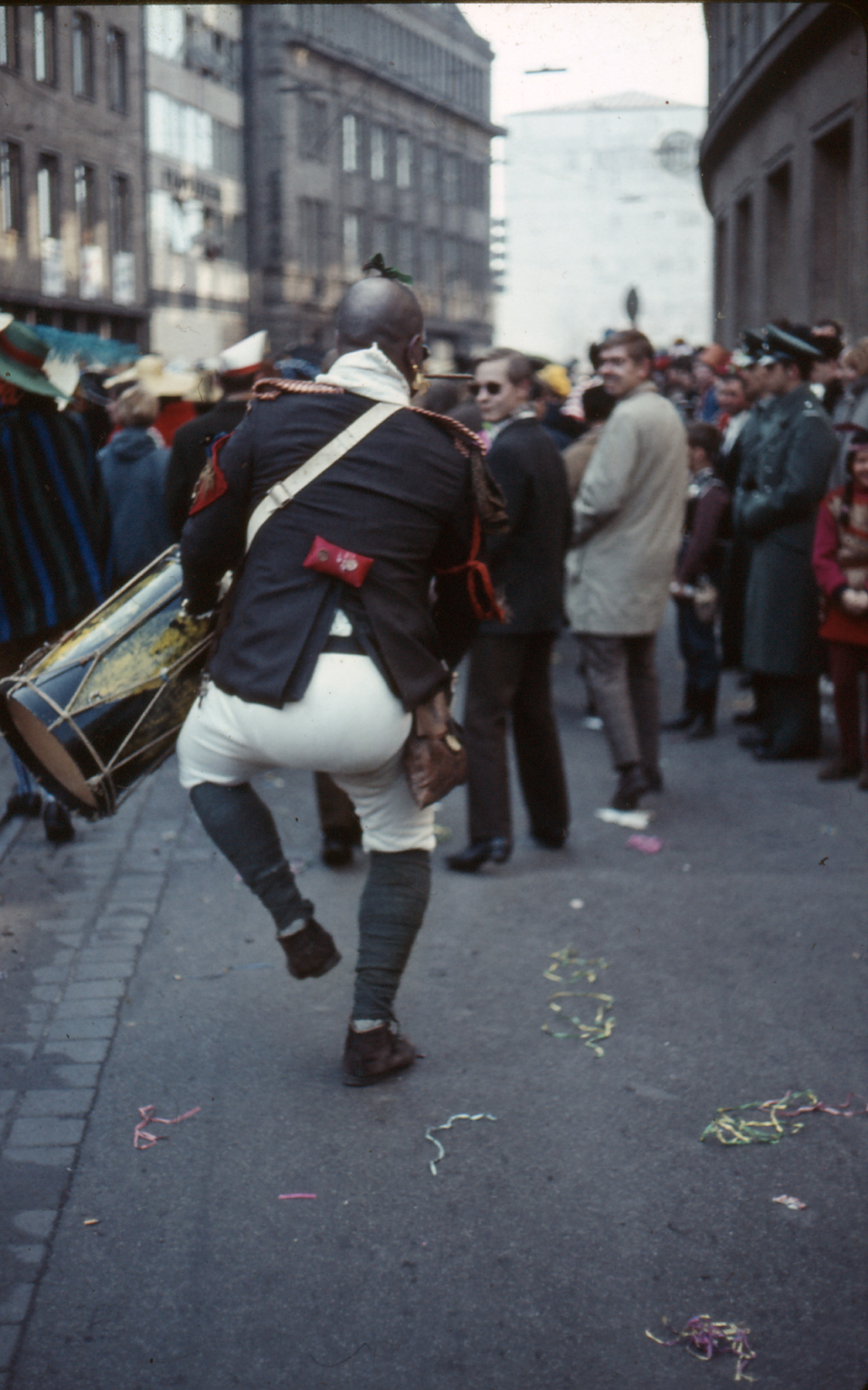
كرنفال الشارع في عام 1967

يولد الكرنفال دخلاً إجمالياً يبلغ أكثر من 460 مليون يورو في كل موسم كرنفال، منها 165 مليون يورو في مجال المطاعم والفنادق و 75 مليون يورو للنقل. ينفق محتفلو الكرنفال حوالي 85 مليون يورو لشراء أزياءهم. تجمع مدينة كولونيا والبلديات المحيطة ما يصل إلى خمسة ملايين يورو من الضرائب التجارية الإضافية في غضون أسابيع قليلة أثناء الكرنفال. وفقًا لمعهد الاقتصاد الألماني، يعد كرنفال كولونيا عاملاً اقتصاديًا هامًا، لأن 3000 شركة تزود المحتفلين بحاجاتهم، وتنتج 15 شركة بمفردها أغراض الكرنفال. يتساقط كل عام 330 طن من الحلوى و 700000 من ألواح الشوكولاتة و 220000 من علب الشوكولاتة على المحتفلين. 
يتم تمويل الكرنفال بشكل رئيسي من قبل الرعاة، والدخل من الأحداث والتبرعات، لأن الخزانات العامة بالكاد تدعم الكرنفال. بوجود 480 ناديًا تعد كولون معقل الكرنفال بامتياز. يسافر 1.5 مليون زائر خصيصًا للكرنفال، خاصة البلجيكيين والفرنسيين والهولنديين؛ يبلغ إجمالي دخل المدن حوالي 8 ملايين يورو. وفقًا لدراسة أجرتها مجموعة بوسطن الاستشارية للاستشارات الإدارية (BCG) نيابة عن لجنة مهرجان كرنفال كولونيا، ساهم كرنفال كولونيا في عام 2008 في الحفاظ على حوالي 5000 وظيفة في المنطقة. وفقا لـBCG ، فأن سائقي سيارات الأجرة وحدهم قاموا بـ 540،000 سفرة لنقل المحتفلين إلى مواقع الاحتفالات. وجلب حوالي 957,000 زائر لبارات وحانات كولن مبيعات بلغت حوالي 48 مليون يورو.